# Mass Effect (seria)
| Gra           | GameRankings                           | Metacritic                 |
| ------------- | -------------------------------------- | -------------------------- |
| Mass Effect   | (X360) 91,15% (PC) 89,43%              | (X360) 91 (PC) 89          |
| Mass Effect 2 | (X360) 95,66% (PC) 94,48% (PS3) 93,17% | (X360) 96 (PC) 94 (PS3) 94 |
| Mass Effect 3 | (X360) 92,15% (PC) 87,75% (PS3) 91,71% | (X360) 93 (PC) 89 (PS3) 93 |

Mass Effect – stworzona przez kanadyjskie studio BioWare seria fantastycznonaukowych komputerowych gier fabularnych, wydana na platformy Microsoft Windows, Xbox 360 i PlayStation 3. Mass Effect łączy ze sobą elementy science-fiction, gier akcji, fabularnych i third-person shooterów. Początkowo została zaplanowana jako trylogia, jednak dyrektor generalny BioWare’u, David Silverman, zapewnił, że po wydaniu trzeciej części studio zamierza kontynuować serię.
Akcja serii osadzona jest w przyszłości, w której ludzie dzięki odkryciu technologii protean rozprzestrzenili się po Drodze Mlecznej i poznali inne inteligentne rasy. Bohaterem trylogii jest komandor Shepard, który (lub która, ponieważ gra daje możliwość kierowania postacią męską bądź żeńską) zostaje pierwszym w historii ludzkim Widmem – elitarnym agentem Rady Cytadeli będącej galaktycznym rządem. Podczas wykonywania misji towarzyszy mu dwuosobowa drużyna postaci niezależnych kierowanych przez sztuczną inteligencję. Członków drużyny można rekrutować z różnych miejsc odwiedzonych przez głównego bohatera, w wyniku czego dołączają oni do załogi jego statku SSV Normandia. Głównym celem gracza jest uratowanie galaktyki przed mechaniczną rasą Żniwiarzy i ich popleczników, którzy chcą zniszczyć wszystkie wysoko rozwinięte cywilizacje.
Seria osiągnęła duży sukces komercyjny i otrzymała bardzo dobre oceny recenzentów. Gry są chwalone za fabułę, postaci i romanse między nimi, wybory fabularne i głębię galaktyki.

## Gry

### Główna seria
- Mass Effect (2007) – gra pierwotnie ukazała się wyłącznie na konsoli Xbox 360, jednakże 28 maja 2008 roku doczekała się portu na platformę Microsoft Windows[19]. 4 grudnia 2012 roku ukazała się na PlayStation 3 w usłudze PlayStation Network oraz jako część pakietu Mass Effect Trilogy[20]. Shepard stara się pokrzyżować szyki Sarenowi Arteriusowi, chcącemu za pomocą armii gethów, mechanicznych form życia, przejąć władzę nad galaktyką. W trakcie śledztwa bohater odkrywa, że Saren został zindoktrynowany przez Suwerena – przedstawiciela potężnej rasy Żniwiarzy, którzy co pięćdziesiąt tysięcy lat unicestwiają wszystkie wysoko rozwinięte cywilizacje zamieszkujące Drogę Mleczną.
- Mass Effect 2 (2010) – część druga zadebiutowała na obu platformach 26 stycznia (Ameryka Północna) i 29 stycznia (Europa) 2010 roku. Istnieje możliwość zaimportowania do gry zapisów z poprzedniej części, dzięki czemu podjęte w niej decyzje mają wpływ na przebieg rozgrywki w Mass Effect 2. W fabule dużą rolę odgrywa założona przez ludzi organizacja Cerberus, w pierwszej części przedstawiana w złym świetle. Mass Effect 2 zebrała bardzo dobre recenzje, niektórzy krytycy wskazywali, że grę można wskazywać jako kandydata do tytułu gry roku[21][22]. Recenzenci chwalili fabułę, postaci, grę aktorów głosowych, przemyślaną rozgrywkę oraz usprawnienia względem pierwszej części. Premiera gry na konsolę PlayStation 3 w USA odbyła się 18 stycznia 2011 roku, a w Europie 21 stycznia 2011 roku. Wydanie zawierało wszystkie wydane do czasu premiery DLC oraz interaktywny komiks, który streszczał wydarzenia poprzedniej części[23][24].
- Mass Effect 3 (2012) – premiera trzeciej części odbyła się 6 marca 2012 roku na platformy Microsoft Windows, PlayStation 3 i Xbox 360[25]. Po raz pierwszy w serii oferuje grę wieloosobową w trybie kooperacji. W trzeciej części Shepard musi uratować Ziemię i całą galaktykę przed Żniwiarzami, które w końcu do niej dotarły. Casey Hudson, kierownik projektu w BioWare, stwierdził, że „sprawa z Mass  Effect 3 jest łatwiejsza, ponieważ nie trzeba martwić się o planowanie kontynuacji”[26]. Także w tej części można zaimportować zapis gry z poprzedniczki, co w momencie rozpoczęcia gry spersonalizuje rozgrywkę.
- Mass Effect: Andromeda – czwarta pełnoprawna odsłona serii, której premiera miała miejsce 21 marca 2017 roku. Gra jest oparta na silniku Frostbite 3, podobnie jak  Dragon Age: Inkwizycja[27]. Fabuła gry osadzona jest w galaktyce Andromedy, wiele lat po wydarzeniach z Mass Effect 3.

### Powiązane gry
- Mass Effect Galaxy (2009) – przeznaczona na platformę iOS gra rozwijająca uniwersum serii. W odróżnieniu od gier wchodzących w skład trylogii, w Galaxy wydarzenia obserwowane są z góry, a nie zza pleców bohatera – Jacoba Taylora, członka drużyny Sheparda z Mass Effect 2[28].
- Mass Effect: Infiltrator (2012) – gra typu third-person shooter stworzona przez IronMonkey Studios na platformę iOS i wydana 7 marca 2012 roku[29]. 22 maja 2012 roku ukazała się wersja na system Android[30], a 28 maja 2013 na urządzenia z Windows Phone[31]. Gracz wciela się w niej w Randalla Ezno, zbuntowanego agenta Cerberusa[32], który walczy z oddziałami tej organizacji i uwalnia więźniów z wrogich placówek, dzięki czemu gracz podwyższa swój współczynnik galaktycznej gotowości w systemie Galaktyczna Wojna w grze Mass Effect 3.
- Mass Effect: Datapad (2012) – darmowa aplikacja na urządzenia z systemem iOS. Datapad pozwala graczom sprawdzać status mapy galaktyki w Mass Effect 3 i otrzymywać wiadomości od postaci z gry[33]. Datapad zawiera także informacje o postaciach, rasach, pojazdach, broni i fabuły z uniwersum Mass Effect, a także minigry, które współpracują z systemem Galaktyczna Wojna z gry Mass Effect 3.

### Mass Effect Trilogy
6 listopada 2012 roku w Ameryce Północnej (9 listopada w Europie) na platformach Microsoft Windows i Xbox 360 ukazało się zbiorcze wydanie trzech części serii – Mass Effect, Mass Effect 2 i Mass Effect 3. Wersja na konsolę PlayStation 3 ukazała się 4 grudnia 2012 roku w Ameryce Północnej i 7 grudnia w Europie.

### Mass Effect: Edycja legendarna
14 maja 2021 ukazało się zbiorcze wydanie pierwszych trzech gier z głównej serii wraz z rozszerzeniami w wersji zremasterowanej – zawarte gry otrzymały odświeżoną oprawę wizualną, udoskonalone mechaniki walki i prowadzenia pojazdów, a także usprawnienia w rozgrywce i poprawki błędów. Kompilacja gier ukazała się na platformach PC oraz konsolach gier wideo ósmej oraz dziewiątej generacji.

## Adaptacje

### Książki
Książki z uniwersum Mass Effect zostały wydane w Kanadzie przez Del Rey Books, a w Polsce przez ISA (Objawienie) i Fabrykę Słów (Podniesienie i Odwet). Autorem pierwszych trzech jest Drew Karpyshyn, natomiast czwartą napisał William C. Dietz.
- Mass Effect: Objawienie (2007) – fabuła koncentruje się na przeszłości Davida Andersona i opowiada o czasach, gdy był jeszcze porucznikiem. Przedstawione zostały w niej początki znajomości bohatera z Sarenem oraz krótka, ukrywana przed opinią publiczną kariera Andersona jako pierwszego ludzkiego Widma.
- Mass Effect: Podniesienie (2008) – bohaterem jest Paul Grayson, członek Cerberusa, pod którego komendą znajduje się biotyczka Gillian. Akcja książki rozgrywa się dwa miesiące po zakończeniu Mass Effect[38].
- Mass Effect: Odwet (2010) – akcja rozgrywa się po zakończeniu fabuły Mass Effect 2. Człowiek Iluzja, pozyskując dane o Żniwiarzach, postanawia dowiedzieć się o nich więcej. W tym celu zamierza wszczepić ich technologię w ciało Paula Graysona[39][40].
- Mass Effect: Deception (2012) – książka została wydana w 31 stycznia 2012 r[41]. Jej głównymi bohaterami są David Anderson i Kahlee Sanders, którym w walce z organizacją Cerberus pomaga Gillian Grayson – niezwykle utalentowana biotyczka. Po premierze książka spotkała się z falą krytyki ze strony fanów, którzy znaleźli w niej ponad 100 błędów i nielogiczności, wobec czego BioWare zobowiązało się poprawić przyszłe wydania[42].

### Komiksy
W okresie od stycznia do kwietnia 2010 roku na amerykańskim rynku ukazywały się kolejne części czterozeszytowego komiksu Mass Effect: Odkupienie (ang. Mass Effect: Redemption), koncentrującego się na postaci Liary T’Soni. Jego akcja rozgrywa się pomiędzy prologiem a główną osią fabularną Mass Effect 2, zaś na jej podstawie powstało kolejne rozszerzenie do gry. Pierwszy zeszyt komiksu wchodził w skład kolekcjonerskiego wydania Mass Effect 2, jednakże – podobnie jak artbook – dostępny był wyłącznie w wersji anglojęzycznej. Licencję na wydanie komiksu w Polsce nabył Egmont Polska, który wydał go (jako jeden 96-stronicowy zeszyt, zamiast cztery pojedyncze) w czerwcu 2010 roku.
W lipcu 2010 roku zapowiedziano kolejną czterozeszytową miniserię komiksową o tytule Mass Effect: Evolution, która została opublikowana przez wydawnictwo Dark Horse – pierwszy zeszyt wydano 19 stycznia 2011 roku, a ostatni 20 kwietnia 2011 roku. Seria opowiada o pochodzeniu Człowieka Iluzji i początkach proludzkiej organizacji Cerberus. Akcja komiksu toczy się w czasie Wojny Pierwszego Kontaktu pomiędzy ludźmi a turianami, kilkadziesiąt lat przed akcją gry Mass Effect.
Od 19 października 2011 roku do 18 stycznia 2012 roku ukazywała się jeszcze jedna czterozeszytowa seria komiksowa o tytule Mass Effect: Invasion. Opowiada o przygodach Arii T’Loak, która musi zmierzyć się z tajemniczymi obcymi atakującymi stację Omega. Obcy okazują się jakoś związani z proludzką organizacją Cerberus. Seria została wydana przez wydawnictwo Dark Horse. Autorem scenariusza jest Mac Walters, dialogi napisał John Jackson Miller, a oprawę graficzną przygotował Omar Francia.
25 kwietnia 2012 roku ukazał się pierwszy zeszyt następnej serii komiksów o tytule Mass Effect: Homeworlds. Każdy zeszyt z tej serii opowiada o jednej z postaci w grze Mass Effect 3, pierwszy poświęcony jest Jamesowi Vedze, a scenariusz do niego napisał Mac Walters. Bohaterami następnych są Tali’Zorah (30 maja 2012), Garrus Vakarian (25 lipca 2012) i Liara T’Soni (29 sierpnia 2012). Seria wydana została przez Dark Horse.
Blasto: Eternity is Forever to napisany przez Maca Waltersa i narysowany przez Omara Francia komiks opowiadający o przygodach hanarskiego Widma na planecie elkorów. Wydany zostanie 7 listopada 2012 roku przez Dark Horse Digital.
W Internecie dostępne są trzy ośmiostronicowe minikomiksy z uniwersum Mass Effect.
- Pierwszy z nich, Mass Effect: Incursion, został napisany przez głównego pisarza studia BioWare, Maca Waltersa, narysowany przez Eduardo Francisco we współpracy z kolorystą Michaelem Atiyehem i liternikiem Michaelem Heislerem. Opowiada o spotkaniu Arii T’Loak ze Zbieraczami tydzień przed wydarzeniami rozpoczynającymi drugą część gry. Wydarzenia z Incursion łączą się z fabułą komiksu Mass Effect: Odkupienie. Incursion udostępniono 21 czerwca 2010 roku na stronie serwisu IGN[55].
- Fabuła drugiego, Mass Effect: Inquisition, toczy się po zakończeniu Mass Effect 2, a jego bohaterem jest kapitan Bailey. Komiks został napisany przez Maca Waltersa, narysowany przez Jeana Diaza we współpracy z kolorystą Michaelem Atiyehem i liternikiem Michaelem Heislerem. Jest dostępny na stronie USA Today[56]. Według Waltersa, Mass Effect: Inquisition to studium psychologiczne jednej z najbardziej interesujących postaci uniwersum i tak jak inne komiksy ma na celu przedstawienie obrazu uniwersum z innego niż Sheparda punktu widzenia, w tym przypadku oficera SOC-u, kapitana Baileya.
- Akcja trzeciego o tytule Mass Effect: Conviction rozgrywa się po wydarzeniach z DLC Arrival do gry Mass Effect 2. Głównym bohaterem jest członek załogi komandora Sheparda w Mass Effect 3, James Vega. Został napisany przez Maca Waltersa, a narysowany przez Eduardo Francisco i Michaela Atiyeha. Opublikowano go za darmo we wrześniu 2011 roku w kilku internetowych sklepach sprzedających komiksy, lecz aby go ściągnąć, należy posiadać specjalny kod[57].

### Film
24 maja 2010 roku Electronic Arts ujawniło, że po długim okresie negocjacji prawa do przeniesienia gry na ekran zostały sprzedane studiu Legendary Pictures. Współproducentami filmu będą m.in. Ray Muzyka, Greg Zeschuk i Casey Hudson z BioWare. Pierwotnie scenariusz miał napisać Mark Protosevich, jednak 25 października 2012 roku ogłoszono, że zadania tego podejmie się Morgan Davis Foehl. Pod koniec sierpnia 2013 roku Avi Arad oznajmił, że film ukaże się około 2018–2019 roku.

### Anime
7 kwietnia 2011 roku zapowiedziano film anime toczący się w uniwersum Mass Effect. Jego tytuł to Mass Effect: Paragon Lost, głównym bohaterem zostanie James Vega, a akcja toczy się będzie przed wydarzeniami z Mass Effect 3; fabuła koncentruje się na wczesnej karierze wojskowej Vegi, gdy na odległej kolonii wraz z drużyną żołnierzy bronił cywili przed Zbieraczami. Studio BioWare współpracowało nad jego produkcją z Production I.G oraz T.O. Entertainment, wydany został przez amerykańskie wydawnictwo FUNimation. Reżyserem filmu jest Atsushi Takeuchi, za scenariusz odpowiada Henry Gilroy, producentami są Casey Hudson z BioWare, Chris Moujaes z FUNimation i prezes tej firmy Gen Fukunaga, a także Takeichi Honda i Yui Shibata, szefowie T.O. Entertainment. Premiera filmu odbyła się 28 grudnia 2012 roku.

### Figurki
BioWare planuje wydać osiem figurek, które będą przedstawiać postacie z gier. Mają do nich być dołączone kody na zawartość do pobrania do trzeciej części serii.

### Fanowski film
Red Sand (2012) – 14-minutowy film stworzony przez fanów, który jest prequelem serii Mass Effect. Jego akcja toczy się 35 lat przed pierwszą częścią gier i opowiada historię odkrycia proteańskich ruin na Marsie. W filmie wystąpił m.in. Mark Meer, aktor podkładający głos pod anglojęzyczną wersję męskiego Sheparda, który wcielił się w pułkownika Jona Grissoma. Film stworzyli studenci i wykładowcy Digital Video Program na University of Advancing Technology w Tempe w stanie Arizona. Premiera filmu odbyła się 7 października 2012 roku w serwisie YouTube.

### Karty do gry
4 stycznia 2012 roku wydawnictwo Dark Horse wydało karty z postaciami znanymi z serii.

## Postacie

### Główni bohaterowie
Uwaga: Niektóre postaci mogą nie pojawić się w kontynuacji, jeśli w wyniku działań gracza zginęły w poprzedniej części. Inne dostępne są tylko po instalacji odpowiedniej zawartości do pobrania. Tabela zawiera nazwiska aktorów podkładających głosy pod daną postać w wersji oryginalnej (angielskiej) i wersji polskiej.
| Postać                               | Gra                                                             | Gra                                                             | Gra                     |
| Postać                               | Mass Effect                                                     | Mass Effect 2                                                   | Mass Effect 3           |
| ------------------------------------ | --------------------------------------------------------------- | --------------------------------------------------------------- | ----------------------- |
| Komandor Shepard                     | Mark Meer (Marcin Dorociński) Jennifer Hale (Magdalena Różczka) | Mark Meer (Łukasz Nowicki) Jennifer Hale (Agnieszka Kunikowska) | Mark Meer Jennifer Hale |
| Człowiek Iluzja                      |                                                                 | Martin Sheen (Mirosław Zbrojewicz)                              | Martin Sheen            |
| Jeff „Joker” Moreau                  | Seth Green (Krzysztof Szczerbiński)                             | Seth Green (Krzysztof Szczerbiński)                             | Seth Green              |
| David Anderson                       | Keith David (Grzegorz Pawlak)                                   | Keith David (Grzegorz Pawlak)                                   | Keith David             |
| Liara T'Soni                         | Ali Hillis (Joanna Pach)                                        | Ali Hillis (Julia Kołakowska)                                   | Ali Hillis              |
| Ashley Williams                      | Kimberly Brooks (Monika Pikuła)                                 | Kimberly Brooks (Monika Pikuła)                                 | Kimberly Brooks         |
| Kaidan Alenko                        | Raphael Sbarge (Przemysław Sadowski)                            | Raphael Sbarge (Waldemar Barwiński)                             | Raphael Sbarge          |
| Garrus Vakarian / Archanioł          | Brandon Keener (Błażej Wójcik)                                  | Brandon Keener (Błażej Wójcik)                                  | Brandon Keener          |
| Tali'Zorah vas Normandia / nar Rayya | Liz Sroka (Monika Kwiatkowska-Dejczer)                          | Liz Sroka (Monika Kwiatkowska-Dejczer)                          | Liz Sroka               |
| Urdnot Wrex                          | Steve Barr (Piotr Bąk)                                          | Steve Barr (Piotr Bąk)                                          | Steve Barr              |
| Miranda Lawson                       |                                                                 | Yvonne Strahovski (Anna Sztejner)                               | Yvonne Strahovski       |
| Jacob Taylor                         |                                                                 | Adam Lazarre-White (Mikołaj Klimek)                             | Adam Lazarre-White      |
| Mordin Solus                         |                                                                 | Michael Beattie (Zbigniew Suszyński)                            | William Salyers         |
| Jack / Obiekt Zero                   |                                                                 | Courtenay Taylor (Sonia Bohosiewicz)                            | Courtenay Taylor        |
| Urdnot Grunt                         |                                                                 | Steven Blum (Krzysztof Banaszyk)                                | Steven Blum             |
| Thane Krios                          |                                                                 | Keythe Farley (Jerzy Dominik)                                   | Keythe Farley           |
| Legion                               |                                                                 | D.C. Douglas (Andrzej Butruk)                                   | D.C. Douglas            |
| Samara                               |                                                                 | Maggie Baird (Agnieszka Matysiak)                               | Maggie Baird            |
| Morinth                              |                                                                 | Natalia Cigliuti (Monika Pikuła)                                | Natalia Cigliuti        |
| Zaeed Massani                        |                                                                 | Robin Sachs (Paweł Szczesny)                                    | Robin Sachs             |
| Kasumi Goto                          |                                                                 | Kym Lane (Barbara Kałużna)                                      | Kym Lane                |
| EDI                                  |                                                                 | Tricia Helfer (Joanna Jeżewska)                                 | Tricia Helfer           |
| James Vega                           |                                                                 |                                                                 | Freddie Prinze Jr.      |
| Javik / Proteanin                    |                                                                 |                                                                 | Ike Amadi               |
| Ambasador Donnel Udina               | Bill Ratner (Jacek Mikołajczak)                                 | Bill Ratner (Jacek Mikołajczak)                                 | Bill Ratner             |
| Admirał Steven Hackett               | Lance Henriksen (Miłogost Reczek)                               | Lance Henriksen                                                 | Lance Henriksen         |
| Radna asari                          | Jan Alexandra Smith (Agnieszka Kunikowska)                      | Jan Alexandra Smith (Joanna Jeżewska)                           | Jan Alexandra Smith     |
| Salariański radny                    | Armin Shimerman (Piotr Warszawski)                              | Armin Shimerman (Piotr Warszawski)                              | Armin Shimerman         |
| Turiański radny                      | Alastair Duncan (Adam Bauman)                                   | Alastair Duncan (Dariusz Odija)                                 | Alastair Duncan         |
| Conrad Verner                        | Jeff Page (Przemysław Bluszcz)                                  | Jeff Page (Przemysław Bluszcz)                                  | Jeff Page               |
| Kapitan Kirrahe                      | George Szilagyi (Dariusz Kowalski)                              |                                                                 | George Szilagyi         |
| Saren Arterius                       | Fred Tatasciore (Jacek Mikołajczak)                             |                                                                 |                         |
| Matka Benezja                        | Marina Sirtis (Anna Ułas)                                       |                                                                 |                         |
| Suweren                              | Peter Jessop (Mikołaj Klimek)                                   |                                                                 |                         |
| Nawigator Charles Pressly            | Dwight Schultz (Aleksander Mikołajczak)                         | Dwight Schultz (Aleksander Mikołajczak)                         |                         |
| Kelly Chambers                       |                                                                 | Cara Pifko (Barbara Melzer)                                     | Cara Pifko              |
| Aria T’Loak                          |                                                                 | Carrie-Anne Moss (Joanna Węgrzynowska)                          | Carrie-Anne Moss        |
| Dr Karin Chakwas                     | Carolyn Seymour (Katarzyna Skolimowska)                         | Carolyn Seymour (Katarzyna Skolimowska)                         | Carolyn Seymour         |
| Kapitan Armando Bailey               |                                                                 | Michael Hogan (Maciej Maleńczuk)                                | Michael Hogan           |
| Gatatog Uvenk                        |                                                                 | Michael Dorn (Jan Kulczycki)                                    |                         |
| Kal'Reegar                           |                                                                 | Adam Baldwin (Tomasz Bednarek)                                  | Adam Baldwin            |
| Admirał Shala'Raan vas Tonbay        |                                                                 | Shoreh Aghdashloo (Elżbieta Kijowska-Rozen)                     | Shoreh Aghdashloo       |
| Zwiastun                             |                                                                 | Keith Szarabajka (Miłogost Reczek)                              | Keith Szarabajka        |
| Handlarz Cieni                       |                                                                 | Steven Blum                                                     |                         |
| Steve Cortez                         |                                                                 |                                                                 | Matthew Del Negro       |
| Samantha Traynor                     |                                                                 |                                                                 | Alix Wilton Regan       |
| Diana Allers                         |                                                                 |                                                                 | Jessica Chobot          |
| Kai Leng                             |                                                                 |                                                                 | Troy Baker              |
| Kahlee Sanders                       |                                                                 |                                                                 | Grey DeLisle            |

### Postaci zespin-offów
| Postać                    | Gra                | Gra                      |
| Postać                    | Mass Effect Galaxy | Mass Effect: Infiltrator |
| ------------------------- | ------------------ | ------------------------ |
| Jacob Taylor              | Występuje          |                          |
| Miranda Lawson            | Występuje          |                          |
| Jath'Amon                 | Występuje          |                          |
| Derek Izunami             | Występuje          |                          |
| Nax                       | Występuje          |                          |
| Batha                     | Występuje          |                          |
| Clint „Black Eye” Darragh | Występuje          |                          |
| Illo Nazario              | Występuje          |                          |
| Randall Ezno              |                    | Występuje                |

### Książki i komiksy
| Postać           | Książka                 | Książka                   | Książka            | Książka                |
| Postać           | Mass Effect: Objawienie | Mass Effect: Podniesienie | Mass Effect: Odwet | Mass Effect: Deception |
| ---------------- | ----------------------- | ------------------------- | ------------------ | ---------------------- |
| Kahlee Sanders   | Występuje               | Występuje                 | Występuje          | Występuje              |
| David Anderson   | Występuje               | Tylko wzmianka            | Występuje          | Występuje              |
| Człowiek Iluzja  |                         | Występuje                 | Występuje          | Występuje              |
| Paul Grayson     |                         | Występuje                 | Występuje          | Tylko wzmianka         |
| Gillian Grayson  |                         | Występuje                 | Tylko wzmianka     | Występuje              |
| Hendel Mitra     |                         | Występuje                 | Tylko wzmianka     | Występuje              |
| Saren Arterius   | Występuje               | Tylko wzmianka            | Tylko wzmianka     | Tylko wzmianka         |
| Jon Grissom      | Występuje               | Tylko wzmianka            | Tylko wzmianka     |                        |
| Kai Leng         |                         |                           | Występuje          | Występuje              |
| Aria T’Loak      |                         |                           | Występuje          | Występuje              |
| Nick Donahue     |                         | Występuje                 | Występuje          | Występuje              |
| Komandor Shepard |                         | Tylko wzmianka            | Tylko wzmianka     | Tylko wzmianka         |

| Postać                        | Komiks                  | Komiks                 | Komiks                | Komiks                  | Mini-komiks            | Mini-komiks             | Mini-komiks             |
| Postać                        | Mass Effect: Odkupienie | Mass Effect: Evolution | Mass Effect: Invasion | Mass Effect: Homeworlds | Mass Effect: Incursion | Mass Effect: Inquistion | Mass Effect: Conviction |
| ----------------------------- | ----------------------- | ---------------------- | --------------------- | ----------------------- | ---------------------- | ----------------------- | ----------------------- |
| Człowiek Iluzja / Jack Harper | Występuje               | Występuje              | Występuje             |                         |                        |                         |                         |
| Aria T’Loak                   | Występuje               |                        | Występuje             |                         | Występuje              |                         |                         |
| Liara T'Soni                  | Występuje               |                        |                       | Występuje               |                        |                         |                         |
| Feron                         | Występuje               |                        |                       |                         |                        |                         |                         |
| Handlarz Cieni                | Występuje               |                        |                       |                         |                        |                         |                         |
| Miranda Lawson                | Występuje               |                        |                       |                         |                        |                         |                         |
| Tazzik                        | Występuje               |                        |                       |                         |                        |                         |                         |
| Zwiastun                      | Występuje               |                        |                       |                         |                        |                         |                         |
| Saren Arterius                |                         | Występuje              |                       |                         |                        |                         |                         |
| Eva Coré                      |                         | Występuje              |                       |                         |                        |                         |                         |
| Generał Williams              |                         | Występuje              |                       |                         |                        |                         |                         |
| Desolas Arterius              |                         | Występuje              |                       |                         |                        |                         |                         |
| Ben Hislop                    |                         | Występuje              |                       |                         |                        |                         |                         |
| Anto Korragan                 |                         |                        | Występuje             |                         |                        |                         |                         |
| Oleg Petrovsky                |                         |                        | Występuje             |                         |                        |                         |                         |
| Raymond Ashe                  |                         |                        | Występuje             |                         |                        |                         |                         |
| James Vega                    |                         |                        |                       | Występuje               |                        |                         | Występuje               |
| Tali'Zorah                    |                         |                        |                       | Występuje               |                        |                         |                         |
| Garrus Vakarian               |                         |                        |                       | Występuje               |                        |                         |                         |
| Armando-Owen Bailey           |                         |                        |                       |                         |                        | Występuje               |                         |
| Egzekutor Pallin              |                         |                        |                       |                         |                        | Występuje               |                         |
| Donnel Udina                  |                         |                        |                       |                         |                        | Występuje               |                         |
| David Anderson                |                         |                        |                       |                         |                        |                         | Występuje               |
| Komandor Shepard              | Tylko wzmianka          |                        |                       |                         |                        |                         | Występuje               |